# Vale de Shaksgam

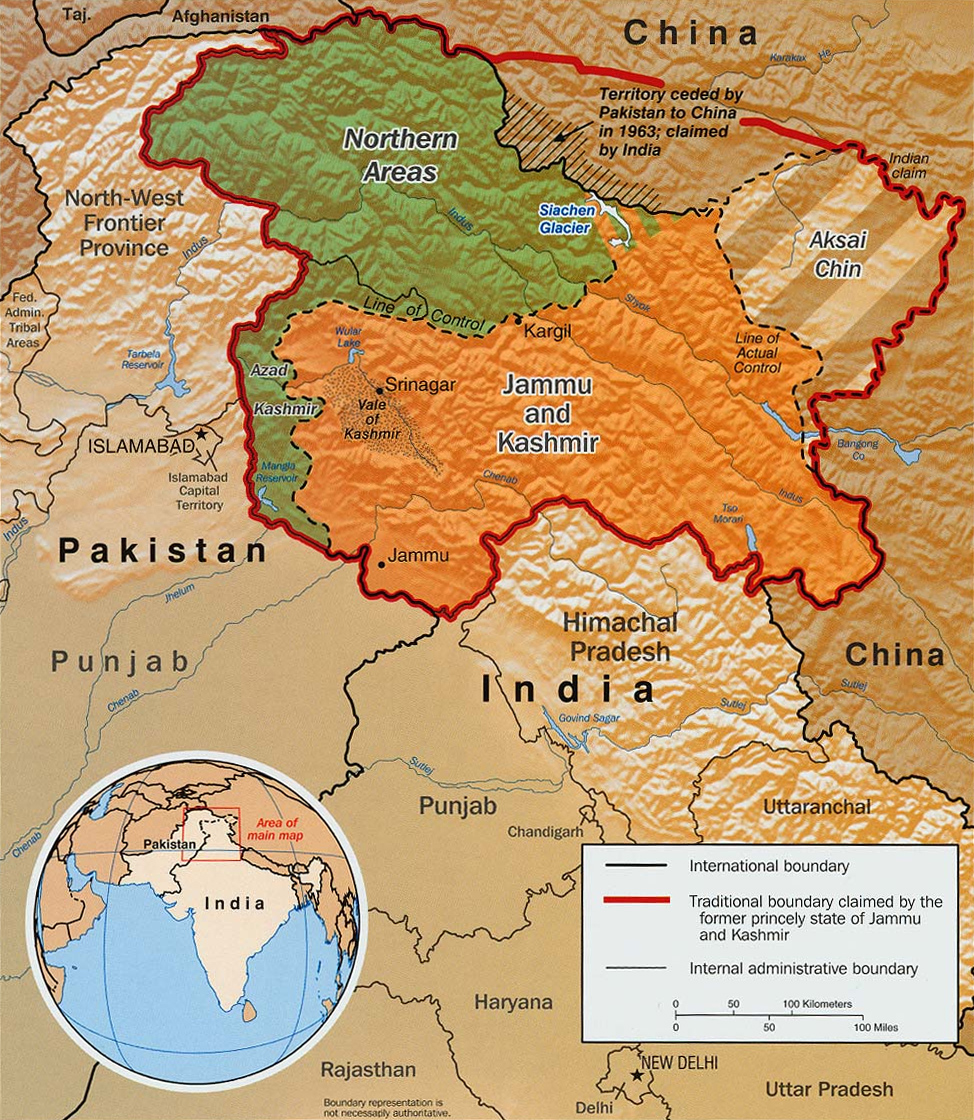
A zona verde está sob controlo do Paquistão, a zona laranja sob controlo da Índia.

O vale de Shaksgam é uma região do Baltistão. Foi cedida pelo Paquistão à China em 3 de março de 1963 no quadro do conflito que opunha os dois países por causa de Caxemira. Esta região é reclamada pela Índia. Trata-se de uma antiga subdivisão do Paquistão chamada Trans-Karakoram Tract ou Shaksgam.
Em 1887, Francis Younghusband foi o primeiro ocidental a explorar este vale. Em 1926, Kenneth Mason explorou e descreveu o vale.